# جورجيوس أغريكولا
جورجيوس أغريكولا (أو غيورغيوس أغريكولا) (باللاتينية: Georgius Agricola) واسمه الحقيقي هو Georg Pawer ‏
(24 مارس 1494 - 21 نوفمبر 1555) هو عالم ألماني يعتبر مؤسس علم المعادن. وقد ارتكزت دراساته على مبدأ الملاحظة العلمية. أشهر آثاره هو كتابه De Re Metallica الذي نُشر عام 1556 وقد استفاض فيه في شرح كيفية استخراج الخامات من المناجم وكيفية استخلاص المعادن من تلك الخامات. هذا الكتاب الذي يعتبر من الكتب الكلاسيكية حول علم المعادن في حقبة العصور الوسطى تمت ترجمته إلى الإنجليزية عام 1912 على يد مهندس المناجم هربرت هوفر (والذي هو أيضاً الرئيس الأمريكي الحادي والثلاثين) مع زوجته لو هنري هوفر.
عُرف أيضاً عن أغريقولا علاقته القوية بالفيلسوف واللاهوتي الهولندي البارز إيرازموس Erasmus.

## روابط خارجية
- جورجيوس أغريكولا على موقع الموسوعة البريطانية (الإنجليزية)
- جورجيوس أغريكولا على موقع إن إن دي بي (الإنجليزية)